# اود لیسه نورهایم
اَود لیسه نورهایم یا اَود لیسه نورهَیم (به نروژی: Aud Lise Norheim) (زادهٔ ۱۱ فوریهٔ ۱۹۵۶) دیپلمات اهل نروژ است.
او در سال ۲۰۰۲ در رشتهٔ زبان ایتالیایی از دانشگاه برگن فارغ‌التحصیل شد. او در سال‌های ۱۹۷۸ تا ۱۹۷۹ دبیر تحریریهٔ هفته‌نامهٔ «آیندهٔ ما» (به نروژی: Vår Framtid) و همچنین معاون سیاسیِ «انجمن جوانِ چپِ نروژ» بوده‌است. نورهایم در سال‌های ۲۰۱۴ تا ۲۰۱۷ سفیر نروژ در ایران بود.

## مسئولیت‌ها و دوره‌ها
- ۱۹۸۵ - دورهٔ کارشناسی ارشد وزارت امور خارجهٔ نروژ
- ۱۹۸۷–۱۹۹۰ - کاردار سفارت نروژ در دمشق، سوریه
- ۱۹۹۰–۱۹۹۱ - کارمند کنسولگری نروژ در کِیپ تاون، آفریقای جنوبی
- ۱۹۹۲–۱۹۹۳ - کاردار سفارت نروژ در پرِتوریا، آفریقای جنوبی
- ۱۹۹۳–۱۹۹۷ - مسئول دفتر اداری وزارت امور خارجهٔ نروژ در امور آفریقا، اسلو. نخست به‌عنوان مشاور و از سال ۱۹۹۶ به‌عنوان رئیس دفتر و از سال ۱۹۹۷ به‌عنوان معاون مدیر
- ۱۹۹۸ - معاون مدیر، از جمله در بخش ادارهٔ آفریقا و در دبیرخانهٔ وزیر توسعهٔ نروژ
- ۱۹۹۹–۲۰۰۳ - عضو شورای سفیران سفارت نروژ در رُم، ایتالیا
- ۲۰۰۳–۲۰۰۶ - سفیر نروژ در داکا، بنگلادش
- ۲۰۰۷–۲۰۱۰ - کاردار سفارت نروژ (سفیر از سال ۲۰۰۸) در بیروت، لبنان
- ۲۰۱۰ - نمایندهٔ وزارت محیط زیست نروژ در مذاکرات کنوانسیون آب و هوای سازمان ملل متحد
- ۲۰۱۰–۲۰۱۱ - مشاور ارشدِ UD
- ۲۰۱۲–۲۰۱۴ - معاونِ UD
- ۲۰۱۲ - سفیر نروژ در دمشق، سوریه
- ۲۰۱۲–۲۰۱۴ - مدیرعامل اجراییِ UD
- ۲۰۱۴–۲۰۱۷ - سفیر سفارت نروژ در تهران، ایران
- ۲۰۱۷–۲۰۱۸ - مشاور ارشد وزارت امور خارجهٔ نروژ
- ۲۰۱۸-اکنون - مشاور ویژه در شرکت مشاورهٔ کی‌پی‌ام‌جی

## نشان‌ها و افتخارات
- ۲۰۰۴ - دریافت نشان «شوالیهٔ درجه‌یک» کنفدراسیون سلطنتی نروژ
- ۲۰۰۹ - ارتقا به درجهٔ «فرماندهی» از سوی کنفدراسیون سلطنتی نروژ
- دریافت نشان شایستگی از جمهوری ایتالیا

## تألیفات
- Tomm Kristiansen og Aud Lise Norheim, red. (1999). Høvdingen. Cappelen. [Artikkelsamling om Nelson Mandela.]